# Ботанический сад де-ля-Шарм
Ботанический сад де-ля-Шарм (англ. Leach Botanical Garden) — ботанический сад, расположенный в Клермон-Ферране в департаменте Пюи-де-Дом во Франции. Назван по улице де-ла-Шарм (10 rue de la Charme), на которой находится.

## История
Ботанический сад Клермон-Феррана на протяжении своей истории располагался в разных местах. Первый ботанический сад города был основан аббатом Антуаном Деларбре и открыт 9 августа 1781 года. На протяжении XIX века он располагался на территории нынешнего сада Лекок, который теперь является парком в центре города. С 1974 года он находится на окраине города, на улице Шарм. В XIX веке кафедра естественной истории Университета Клермон-Феррана входила в состав городского ботанического сада.

## Описание
Ботанический сад де-ля-Шарм занимает площадь 1,8 га и содержит систематизированную коллекцию растений, сгруппированных по семействам и маркированных в соответствии с латинским биномиальным названием.
Он включает:
- тематический сад: растения сгруппированы по их назначению. К ним относятся: ядовитые, ароматические, кормовые, технические растения, а также зерновой участок с мезиколами и рисовое поле.
- «экологический сад», где растения сгруппированы так, как если бы они находились в естественной среде обитания (например, торфяное болото).

В саду произрастает более 2800 видов растений, а в семенном хранилище хранится более 2 тысяч образцов семян.
Ботанический сад связан с семенным хранилищем, где хранятся семена, собранные в саду в течение года, а также семена, обмененные с другими отаническими садами мира.

## Галерея

Ботанический сад де-ля-Шарм
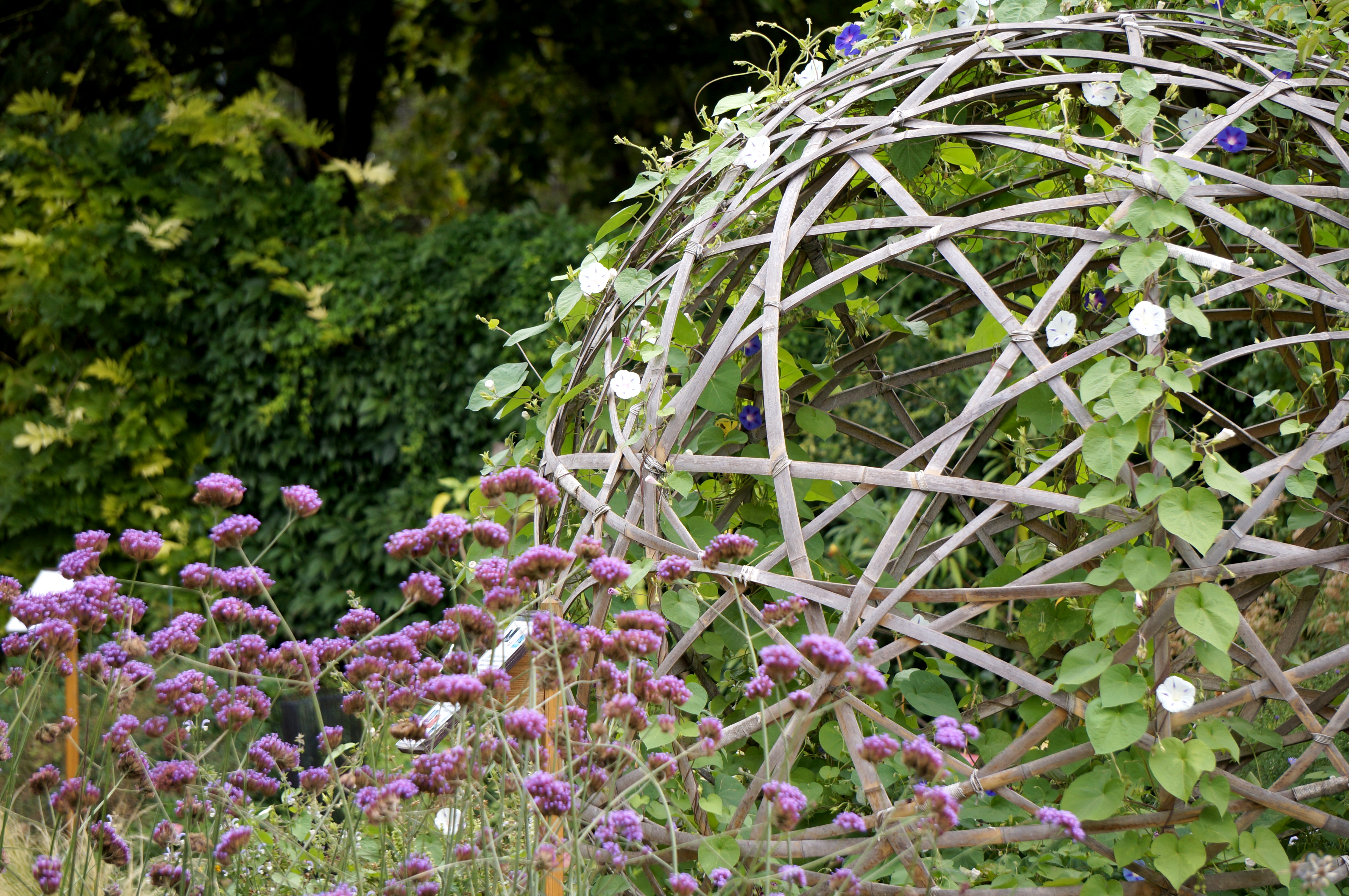
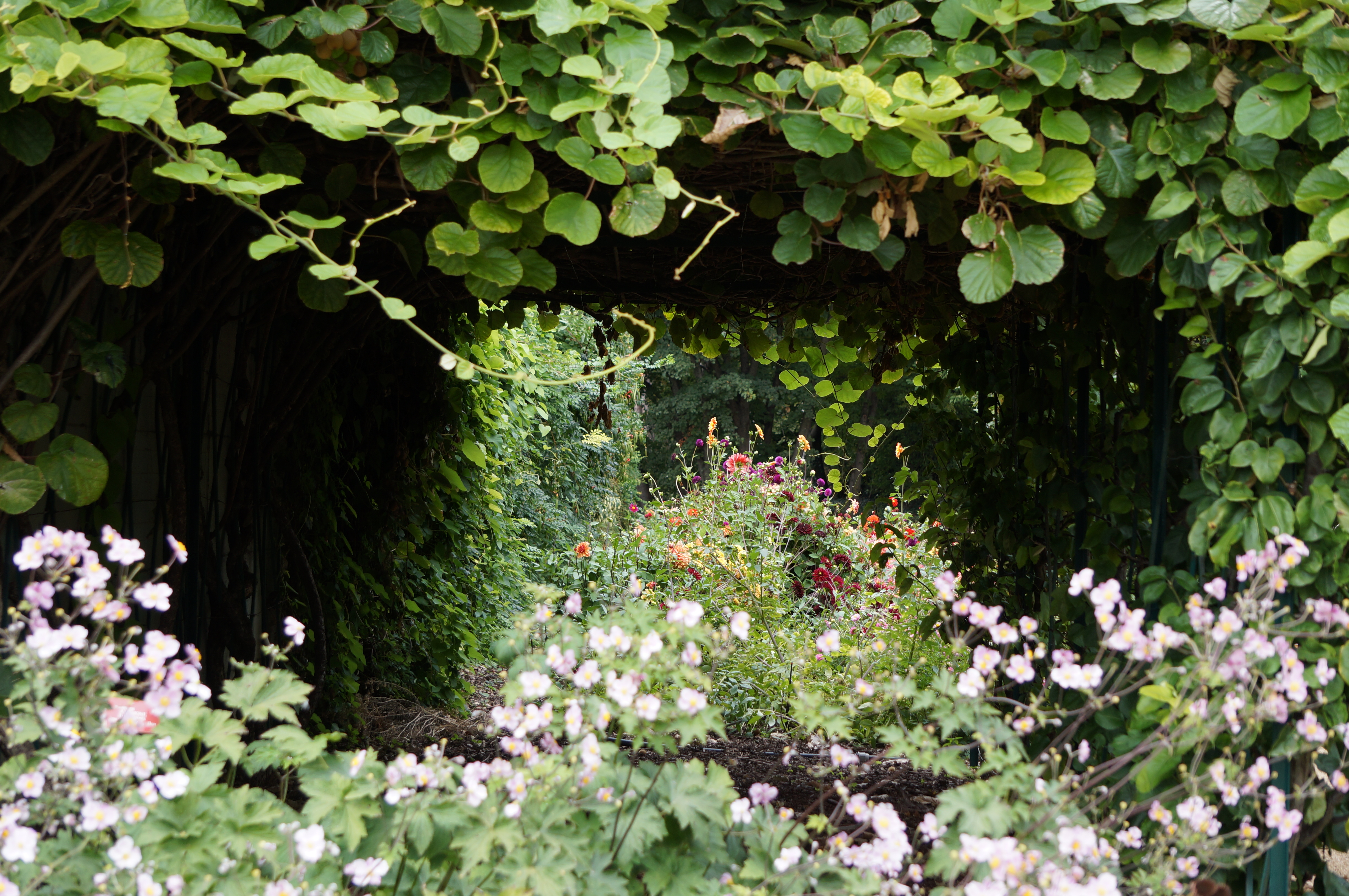
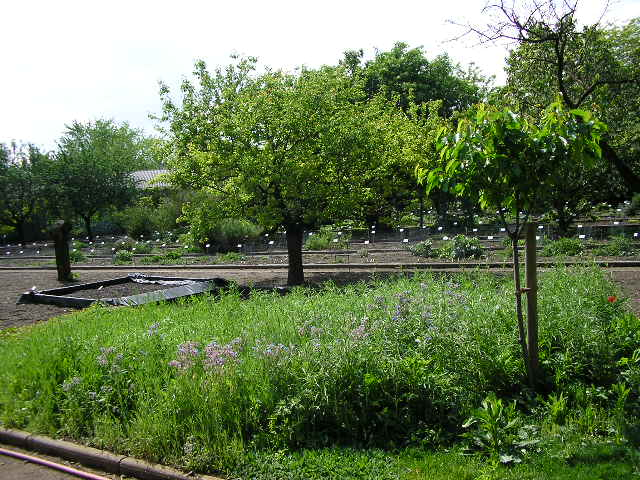
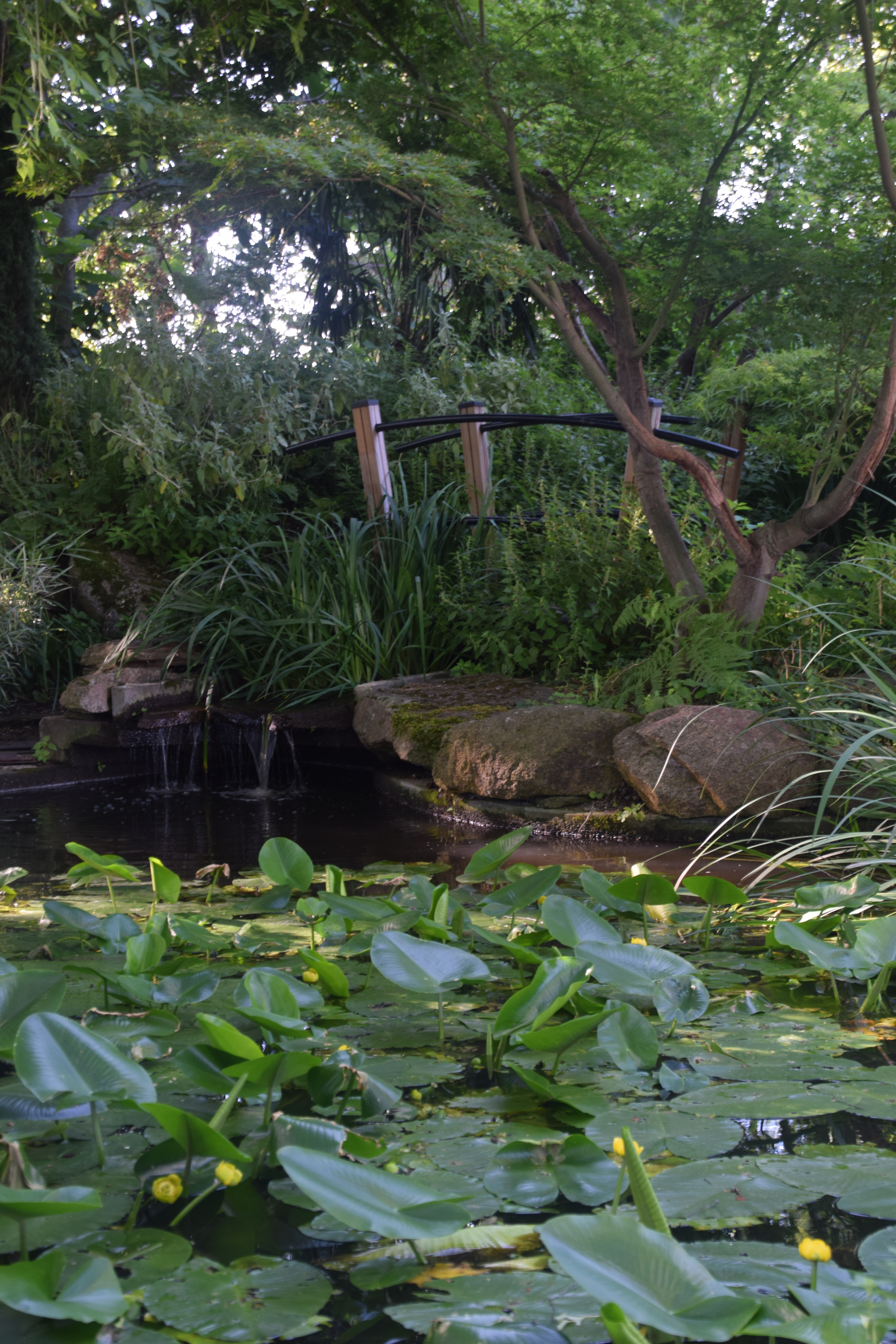